# 에지리 아쓰히코
에지리 아쓰히코(일본어: 江尻 篤彦, 1967년 7월 12일 ~ )는 일본의 전 축구 선수이다.

## 구단 경력
1990년 일본 사커 리그의 후루카와 전공(제프 유나이티드 이치하라)에 입단했다. 1998년까지 218경기에 출전하여, 26득점을 넣었다. 1990년에 JSL컵과 J리그컵 준우승. 1998년후 현역 은퇴.

## 지도자 경력
은퇴 후에는 제프 유나이티드 이치하라, 알비렉스 니가타, 일본 U-23 국가대표팀의 코치를 거쳐, 2009년부터 2010년까지 제프 유나이티드 지바에서 감독을 맡았다.